# Ugerevyen Danmark 10-11-12-13
|  | Denne artikel er oprettet af botten Steenthbot ud fra en ekstern database. Den kan derfor have sproglige fejl eller mangler. Denne skabelon kan fjernes efter kontrol af indholdet. |

Ugerevyen Danmark 10-11-12-13 er en dansk dokumentarisk optagelse fra 1917.

## Handling
1) "Messingsuppe": søndagkoncert på Kastellet.
2) Nordisk Film filmer ved Helgoland - statister vader i land efter 'skibsforlis'.
3) Hvor slagterne skaffer "Kydet" fra - Kvægtorvet på en markedsdag.
4) Formiddagsbillede fra Gl. Strand: Sildefiskerne kommer ind med fangsten.
5) Maksimalflæskcentralen - på morgenvisit i Flæskehallen.
6) De gamle stubbe, som i sommers blev sprængt op i skovene, skæres nu til brugbart brænde.
7) Hvedagsliv (sketch): En københavnsk husmoder har været ude at "hamstre".
8) Flere skibe er strandet på Øresundskysten under stormen 24.-25. oktober 1917. Af skibstyper ses bl.a. skonnerter, galeaser og en brigantine.
9) Reformationsfesten 31. oktober 1917: Koralblæsning fra Frue Kirke og fra Nicolaj Taarn. De Kongelige ankommer til Frue Kirke. Procession af præster ankommer til Frue Kirke. Efter gudstjenesten: de kongelige forlader kirken.
10) Det København, der forsvinder: Centralpavillonen rives ned. Paladsteatret og Cirkusbygningen ses i baggrunden.
11) Skiftedag: Ved Fæstekontoret, 1. november 1917. Folk søger nyt arbejde.
12) Varemangel (sketch): De siger, at spækhøkeren har fået smør fra landet!
13) Fra Idrætsparken 4. november 1917: Fodboldkampen Frem-B1903. Cykelparkeringen.
14) De kommunale kartofler kommer til København. De losses fra skonnerter i havnen, hvor de lægges i sække, vejes og sendes ud i byen.
15) Repræsentanter for Nordens heltekraft: Deltagere i den dansk-svenske brydematch i Folkets Hus 4. november 1917.
16) De nye havneanlæg ved København. Udgravning til havnebassin ved Frederiksholm Teglværk. Der arbejdes med gravemaskiner og tipvogne.
17) Brændselmangel: Alt må udnyttes! Drenge finder koks i affaldet, der benyttes som fyld ved jernbanevolden i Vigerslev.
18) Frelsens Hærs brændeoplag og skæreri ved Strandvejen.
19) Omnibilerne måtte standse på grund af benzinmangel, 8. november 1917. Bus forlader Rådhuspladsen.
20) Sveriges kong Gustavs ankomst til København 9. november 1917 på et svensk krigsskib. Han modtages af Christian X på Toldboden.
21) De nye havneanlæg i København: Frihavnens udvidelser. Hvor Kalkbrænderifortet før lå er der nu nye havneanlæg.
22) Sømandsmissionens jubilæum 12. november 1917. Dronning Alexandrine kører derfra i bil.
23) Der graves ud på det gamle banegårdsterræn. Paladsteatret ses i baggrunden.
24) Universitetets årsfest 15. november 1917 - de kongelige og andre prominente gæster ankommer.

## Medvirkende
- Kong Christian X
- Dronning Alexandrine